# Aiguat de Santa Tecla

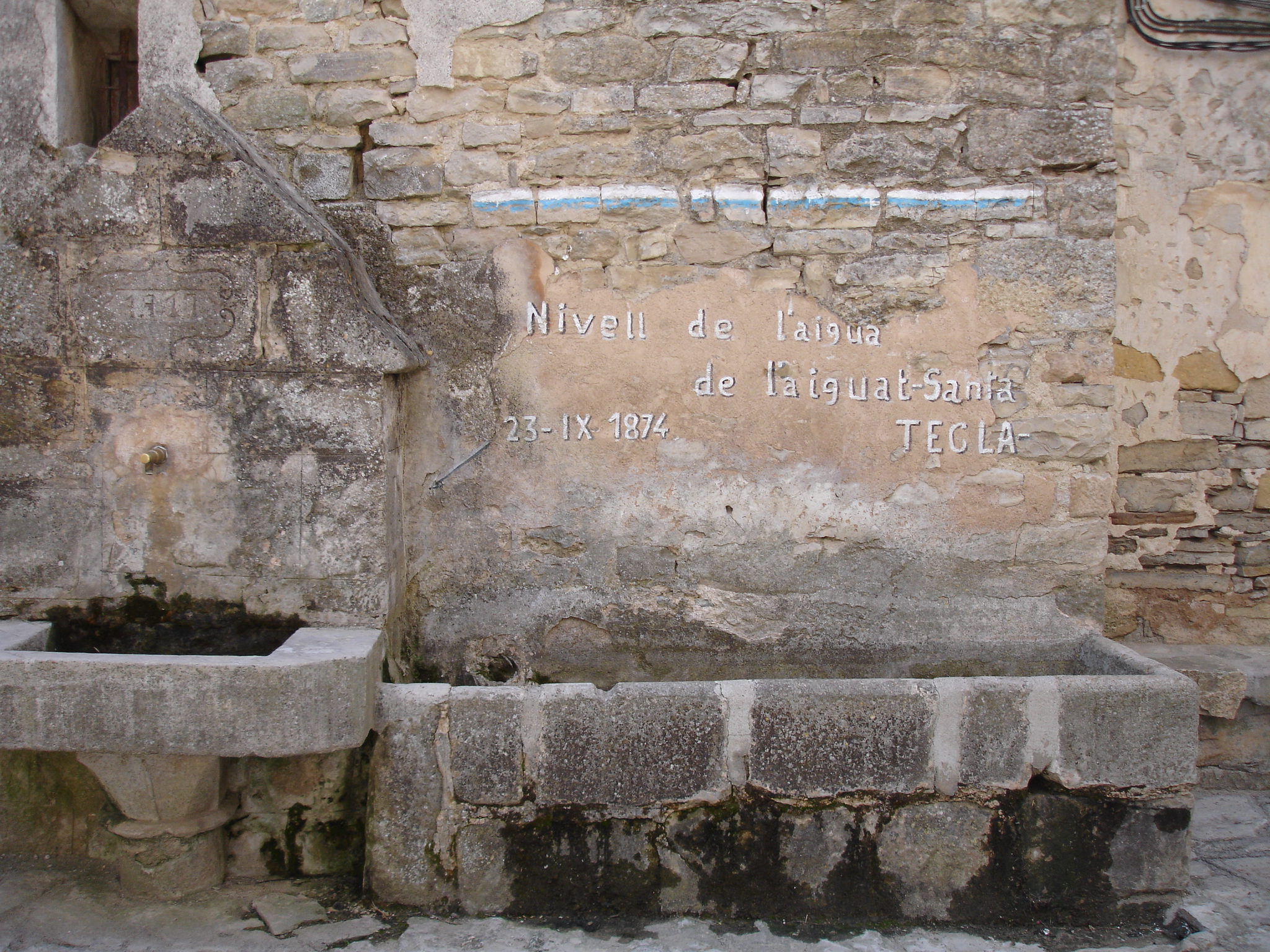
Marca del nivell que va assolir l'aigua en l'aiguat de Santa Tecla a Conesa (Conca de Barberà)

L'aiguat o rovinada de Santa Tecla va ser una inundació que va ocórrer la nit del 22 al 23 de setembre de 1874 i que va afectar principalment les comarques del Camp de Tarragona, la Conca de Barberà, el Priorat, l'Urgell i les Garrigues. Les fortes pluges caigudes aquella nit van provocar el desbordament de rius i rieres, i es calcula que van causar uns 570 morts i l'enderroc de més de 700 cases. L'anomenada d'aquesta inundació perdurà a la memòria popular de les comarques més afectades com l'aiguat de Santa Tecla, ja que el dia 23 de setembre s'escau aquesta festivitat.

## Efectes

### Al Camp de Tarragona i la Conca de Barberà
La zona més afectada per aquest aiguat fou el curs del riu Francolí. A Vimbodí la riuada s'emportà el pont del ferrocarril i a l'Espluga de Francolí es van registrar 24 víctimes mortals. A Montblanc, 8 persones moriren ofegades i la força de l'aigua es va endur onze cases, diversos molins i el pont del ferrocarril. A Vilaverd, el corrent també s'endugué el pont del ferrocarril.
A l'estret de la Riba, on s'uneixen els cursos dels riu Brugent i el Francolí, l'aiguat enderrocà nombroses cases i molins paperers i va causar víctimes mortals.
Els torrents que discorren vora la ciutat de Valls també van patir crescudes, causant l'enderroc de murs i algunes cases. S'hi comptabilitzaren dos desapareguts. Al terme de Valls, la crescuda del Francolí va respectar el pont de Goi, construcció de l'època medieval.
Els dies següents, als termes del Rourell, el Morell, la Pobla de Mafumet i Puigdelfí es recolliren nombrosos cadàvers que l'aigua havia arrossegat.
A Tarragona era la vigília de la Festa Major de Santa Tecla. Hi plogué de forma torrencial de la una a les sis de la matinada. Cap a dos quarts de tres de la nit el riu Francolí es va desbordar anegant els camps propers i va enderrocar un antic pont de fusta i els ponts de ferro de les dues línies del ferrocarril (el de Reus i Lleida, i el de Tortosa i València). L'aigua entrà a la ciutat i anegà els barris inferiors causant greus destrosses. Els dies següents es van trobar nombrosos cadàvers que la riuada havia arrossegat a les platges i als horts de la riba del Francolí.
El riu Gaià també experimentà una forta crescuda. Al curs alt, la riuada enderrocà nombroses cases de Pontils i les de la part baixa de Santa Perpètua. La crescuda va causar considerables danys al llarg de tot el seu curs, provocant una greu inundació al terme d'Altafulla on va enderrocar el pont del ferrocarril.
Al Baix Camp, les rieres també es van desbordar enderrocant edificacions en poblacions com Reus, Riudoms, Cambrils i Mont-roig. A les platges entre l'Hospitalet de l'Infant i Cambrils es recolliren disset cadàvers, i quaranta més entre Cambrils i Salou.

### A l'Urgell i les Garrigues
A més a més del Camp de Tarragona, l'aiguat també es deixà sentir amb força a l'Urgell, sobretot a la ciutat de Tàrrega on la crescuda del riu d'Ondara va arrossegar tot el raval de Sant Agustí causant 150 víctimes mortals i l'enderrocament de 250 cases. La inundació es produí de matinada, sorprenent la gent dins les seves cases. A l'interior de la població, l'aigua pujà pels carrers fins a arribar a la plaça de Sant Antoni.
A la resta de l'Urgell, el riu Corb també va experimentar una forta crescuda, causant estralls al seu pas per Guimerà (35 morts). Al Tarròs l'aigua va enderrocar gairebé totes les cases causant 8 morts. A Vilagrassa es comptabilitzaren 13 víctimes mortals i a Claravalls 11. L'aiguat també va arrossegar un tram de la línia del ferrocarril entre Tàrrega i Bellpuig i el pont de la riera de Vilagrassa. Entre Bellpuig i Belianes també hi desaparegué un petit nucli, el dels Eixaders.
Prop d'Agramunt el riu Sió va emportar-se el pont aqüeducte, edificat l'any 1857, per on el canal d'Urgell travessava elevat per damunt del riu. Les aigües, que arrossegaven tota mena d'objectes, obstruïren els arcs, de manera que el nivell del riu superà els 9 metres, l'aigua passà per sobre del pont i formà un gran salt, fins que l'obra va cedir.
A les Garrigues, la localitat més afectada va ser la Floresta, on la rovinada inundà diverses cases i provocà la mort de 10 persones. Altres poblacions afectades van ser Vinaixa, les Borges Blanques i Juneda.

### Al Priorat i l'Ebre
Al Priorat, els rius Montsant i Siurana i els seus afluents també experimentaren crescudes importants. A Cornudella es va inundar la població i es van esfondrar algunes cases i la meitat d'un pont. A Porrera, l'aigua va arrencar les vinyes i els arbres propers als barrancs. A la Vilella Baixa la riuada esfondrà 14 cases i causà la mort d'un veí.
El cabal de l'Ebre també augmentà, si bé no tant com en altres ocasions. A Ginestar, el barranc de Sant Isidre va inundar algunes cases, ofegant tres persones. A Móra d'Ebre, dos sentinelles del castell van morir per l'impacte d'un llamp.

### A la resta de Catalunya
L'única població d'on es tenen dades meteorològiques de l'aiguat d'aquell dia és Barcelona. S'hi registrà vent molt intens del NE i N, i 63 mm de precipitació fins a les dues del migdia del dia 23. En aquesta ciutat, l'aiguat enderrocà un mur a la confluència de la Riera Alta i la Ronda de Sant Antoni, provocant la mort d'una noia. El riu Anoia també va experimentar una forta crescuda, afectant nombroses fàbriques igualadines. A Vilanova i la Geltrú, es desbordaren el torrent de la Pastera i la rasa del Miquelet, inundant cases, fàbriques i corrals, però sense causar víctimes mortals.